# Paul Osée Bidé de Chézac
Paul Osée Bidé de Chézac, né le 19 février 1707 à La Rochelle et mort le 23 mai 1764 à Brest est un officier de marine français du XVIIIe siècle. Durant la bataille des Cardinaux en 1759, il est commandant et capitaine de pavillon de Hubert de Brienne de Conflans sur le vaisseau Le Soleil Royal.

## Biographie
D'une famille de la noblesse bretonne qui a fourni plusieurs maires de Nantes, intendants et officiers de marine, Paul Osée Bidé de Chézac est le fils de Paul Bidé de Chézac, lieutenant des vaisseaux du roi, et d'Élisabeth Boyetet, ainsi que le cousin germain de Hippolyte Bernard Bidé de Maurville. Il naît à La Rochelle le 19 février 1707 et devient garde de la Marine en décembre 1721.
Après dix années — de 1722 à 1731 — passées à bord de navires naviguant vers la Antilles ou en Méditerranée, il devient enseigne de vaisseau en octobre 1731.
Il embarque sur le Héros en 1737 pour une campagne au Canada. En mai 1741, il sert dans la Manche sur l'Ardent, puis en 1744, participe à la capture du HMS Northumberland, alors qu'il est embarqué sur le Content, sous les ordres du capitaine de vaisseau Hubert de Brienne de Conflans. Sur cette prise, et toujours sous les ordres de Conflans, il accompagne jusqu'à Brest un important convoi en 1745, depuis les Antilles.
En 1746, il sert sur l'Ardent, dans l'escadre du duc d'Anville, qui vogue vers l'Amérique du Nord dans le but d'arracher l'Acadie aux forces britanniques. Il devient commandant des gardes de la Marine à Brest en 1747, puis capitaine de vaisseau en mai 1751.
Il est admis à l'Académie royale de Marine en tant que membre ordinaire le 30 juillet 1752, dont il est successivement sous-directeur en 1752, directeur en 1754, sous-directeur en 1755 et sous-secrétaire en 1756. En 1753, il assure le commandement de la frégate La Comète ; il se rend à Aveiro, au Portugal, en compagnie de François-Louis du Maitz de Goimpy, Bory, le capitaine de Chezac, et l'enseigne Chabert, membres de l'Académie de Marine, afin d'observer l'éclipse de soleil du 26 octobre 1753.
En 1759, il est le commandant du Soleil Royal, vaisseau-amiral de l'escadre de Conflans qui doit escorter une flotte d'invasion vers les îles britanniques. Il est contraint d'abandonner le vaisseau et de l'incendier sur ordre de Conflans au lendemain la défaite des Cardinaux, le 20 novembre 1759, devant Le Croisic.
Il termine sa carrière à Brest.